# Vstupní draft NHL

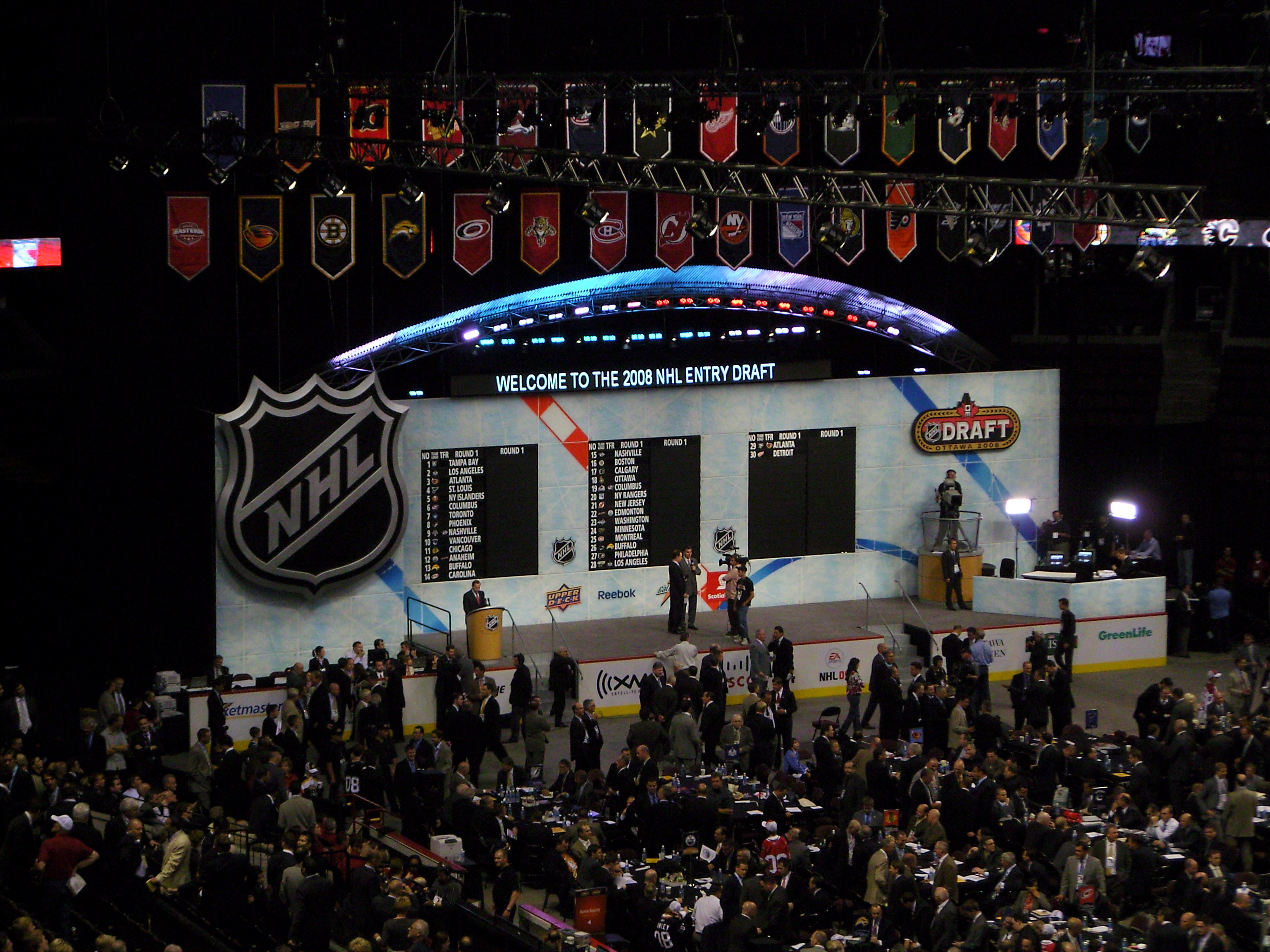
Pódium při Vstupním draftu NHL 2008.

Vstupní draft NHL je každoroční sešlost vedení týmů hokejové ligy National Hockey League, které si systematicky vybírají práva na hokejové hráče, kteří jsou k takovému draftu způsobilí (Severoameričané ve věku mezi 18 a 20 lety, Neseveroameričané libovolného věku, kteří vstupují do ligy poprvé, a hráči, kteří jsou neomezeně volnými hráči). Vstupní draft NHL se koná jednou ročně zpravidla dva až tři měsíce před začátkem následující sezóny. Týmy se střídají ve výběrech amatérských hráčů z juniorských, univerzitních a evropských hokejových lig.
První vstupní draft NHL se uskutečnil v roce 1963 a od té doby se koná pravidelně každý rok. Do roku 1979 byl znám jako Amatérský draft NHL. Veřejnou akcí se stal od roku 1980 a televize jej začala vysílat od roku 1984. Na první výběr hráče má právo tým, který vyhraje draftovou loterii NHL, která probíhá před akcí. Draftová loterie také rozhoduje o druhém až čtrnáctém místě. Zbývající místa v draftu jsou seřazena podle výsledků playoff předešlého ročníku NHL.

## Historie
První vstupní draft NHL (známý jako Amatérský draft NHL) se konal 5. června 1963 v Queen Elizabeth Hotelu v Montréalu, v Kanadě. Každý amatérský hokejista, který dosáhl 17 let a nepatřil již žádnému klubu NHL byl způsobilý. V roce 1969 byla pravidla změněna tak, že byl způsobilý každý amatérský hokejista mladší 20 let. V roce 1979 byla pravidla opět změněna tím, že nově dovolovala draftovat hráče, který již nastoupil v profesionálním týmu. Tato změna byla provedena, aby mohli být draftováni hráči ze zaniklé hokejové ligy World Hockey Association. V důsledku toho byl Amatérský draft NHL přejmenován na Vstupní draft NHL. Od roku 1980 mohou nově pojmenovaným draftem projít všichni hokejisté mezi 18 a 20 lety. Kromě toho mohou být vybráni neseveroameričtí hokejisté i nad 20 let. Mezi roky 1987 a 1991 mohli být 18- a 19letí hokejisté vybráni pouze v prvních třech kolech. V roce 1980 se vstupní draft NHL stal veřejnou akcí a byl pořádán v montrealské hale Montreal Forum. Před tímto rokem byl draft pořádán v kancelářích NHL a nebo v hotelech jako uzavřená akce.

## Draftová pravidla a draftová loterie
Pořadí v draftu je určeno kombinací draftové loterie, výsledků základní části v sezóně NHL a výsledků v playoff NHL. Týmy mohou s těmito výběry mezi sebou obchodovat a to dokonce dříve než je dané pořadí týmu v draftu. Ovšem pořadí se určuje podle výsledků původního týmu. Po konci základní části se týmy, které se nezúčastní playoff, účastní takzvané draftové loterie pro konečné pořadí v každém kole draftu. Nasazení v loterii je závislé na pořadí v konečné tabulce po základní části. 31. (poslední) tým má 25% šanci na výhru v loterii a 17. tým už pouhých 0,5 %. Každý tým může postoupit oproti výsledkům základní části maximálně o 4 místa a klesnout o 1 místo, proto mají šanci prvního výběru v draftu týmy, které skončí na 27.–31. místě základní části NHL. V důsledku toho se šance 31. týmu zvýší na 48,2 %. Zbývající pořadí týmů na draftu se určuje podle výsledků v playoff, kdy vítěz Stanley cupu má automaticky poslední 31. místo v draftu. Finalista má 29. místo a mezi semifinalisty určuje konkrétnější pořadí výsledek základní části (lepší tým v základní části má vždy horší pozici v draftu). Při ohledu na výsledky v základní části je dána přednost vítězům divizí (v případě draftu spíše v záporném slova smyslu).

## Seznam Vstupních draftů NHL
| Draft | Místo                        | Město            | Datum                        | Počet draftovaných | 1. výběr                                 |
| ----- | ---------------------------- | ---------------- | ---------------------------- | ------------------ | ---------------------------------------- |
| 1963  | Queen Elizabeth Hotel        | Montreal         | 5. června 1963               | 21                 | Garry Monahan (Montreal Canadiens)       |
| 1964  | Queen Elizabeth Hotel        | Montreal         | 11. června 1964              | 24                 | Claude Gauthier (Detroit Red Wings)      |
| 1965  | Queen Elizabeth Hotel        | Montreal         | 27. dubna 1965               | 11                 | Andre Veilleux (New York Rangers)        |
| 1966  | Queen Elizabeth Hotel        | Montreal         | 25. dubna 1966               | 24                 | Barry Gibbs (Boston Bruins)              |
| 1967  | Queen Elizabeth Hotel        | Montreal         | 7. července 1967             | 18                 | Rick Pagnutti (Los Angeles Kings)        |
| 1968  | Queen Elizabeth Hotel        | Montreal         | 13. června 1968              | 24                 | Michel Plasse (Montreal Canadiens)       |
| 1969  | Queen Elizabeth Hotel        | Montreal         | 12. června 1969              | 84                 | Rejean Houle (Montreal Canadiens)        |
| 1970  | Queen Elizabeth Hotel        | Montreal         | 1. června 1970               | 115                | Gilbert Perreault (Buffalo Sabres)       |
| 1971  | Queen Elizabeth Hotel        | Montreal         | 10. června 1971              | 117                | Guy Lafleur (Montreal Canadiens)         |
| 1972  | Queen Elizabeth Hotel        | Montreal         | 8. června 1972               | 152                | Billy Harris (New York Islanders)        |
| 1973  | Mount Royal Hotel            | Montreal         | 15. května 1973              | 168                | Denis Potvin (New York Islanders)        |
| 1974  | NHL Montreal Office          | Montreal         | 28. května 1974              | 247                | Greg Joly (Washington Capitals)          |
| 1975  | NHL Montreal Office          | Montreal         | 3. června 1975               | 217                | Mel Bridgman (Philadelphia Flyers)       |
| 1976  | NHL Montreal Office          | Montreal         | 1. června 1976               | 135                | Rick Green (Washington Capitals)         |
| 1977  | NHL Montreal Office          | Montreal         | 14. června 1977              | 185                | Dale McCourt (Detroit Red Wings)         |
| 1978  | Queen Elizabeth Hotel        | Montreal         | 15. června 1978              | 234                | Bobby Smith (Minnesota North Stars)      |
| 1979  | Queen Elizabeth Hotel        | Montreal         | 9. srpna 1979                | 126                | Rob Ramage (Colorado Rockies)            |
| 1980  | Montreal Forum               | Montreal         | 11. června 1980              | 210                | Doug Wickenheiser (Montreal Canadiens)   |
| 1981  | Montreal Forum               | Montreal         | 10. června 1981              | 211                | Dale Hawerchuk (Winnipeg Jets)           |
| 1982  | Montreal Forum               | Montreal         | 9. června 1982               | 252                | Gord Kluzak (Boston Bruins)              |
| 1983  | Montreal Forum               | Montreal         | 8. června 1983               | 242                | Brian Lawton (Minnesota North Stars)     |
| 1984  | Montreal Forum               | Montreal         | 9. června 1984               | 250                | Mario Lemieux (Pittsburgh Penguins)      |
| 1985  | Toronto Convention Centre    | Toronto          | 15. června 1985              | 252                | Wendel Clark (Toronto Maple Leafs)       |
| 1986  | Montreal Forum               | Montreal         | 21. června 1986              | 252                | Joe Murphy (Detroit Red Wings)           |
| 1987  | Joe Louis Arena              | Detroit          | 13. června 1987              | 252                | Pierre Turgeon (Buffalo Sabres)          |
| 1988  | Montreal Forum               | Montreal         | 11. června 1988              | 252                | Mike Modano (Minnesota North Stars)      |
| 1989  | Metropolitan Sports Center   | Bloomington      | 17. června 1989              | 252                | Mats Sundin (Quebec Nordiques)           |
| 1990  | B.C. Place                   | Vancouver        | 16. června 1990              | 250                | Owen Nolan (Quebec Nordiques)            |
| 1991  | Buffalo Memorial Auditorium  | Buffalo          | 22. června 1991              | 264                | Eric Lindros (Quebec Nordiques)          |
| 1992  | Montreal Forum               | Montreal         | 20. června 1992              | 264                | Roman Hamrlík (Tampa Bay Lightning)      |
| 1993  | Colisee de Quebec            | Québec           | 26. června a 27. června 1993 | 286                | Alexandre Daigle (Ottawa Senators)       |
| 1994  | Hartford Civic Center        | Hartford         | 28. června 1994              | 286                | Ed Jovanovski (Florida Panthers)         |
| 1995  | Edmonton Coliseum            | Edmonton         | 28. června 1995              | 234                | Bryan Berard (Ottawa Senators)           |
| 1996  | Kiel Center                  | St. Louis        | 22. června 1996              | 241                | Chris Phillips (Ottawa Senators)         |
| 1997  | Civic Arena                  | Pittsburgh       | 21. června 1997              | 246                | Joe Thornton (Boston Bruins)             |
| 1998  | Marine Midland Arena         | Buffalo          | 27. června 1998              | 258                | Vincent Lecavalier (Tampa Bay Lightning) |
| 1999  | Fleet Center                 | Boston           | 26. června 1999              | 272                | Patrik Štefan (Atlanta Thrashers)        |
| 2000  | Canadian Airlines Saddledome | Calgary          | 24. června a 25. června 2000 | 293                | Rick DiPietro (New York Islanders)       |
| 2001  | National Car Rental Center   | Sunrise          | 23. června a 24. června 2001 | 289                | Ilja Kovalčuk (Atlanta Thrashers)        |
| 2002  | Air Canada Centre            | Toronto          | 22. června a 23. června 2002 | 290                | Rick Nash (Columbus Blue Jackets)        |
| 2003  | Gaylord Entertainment Center | Nashville        | 21. června a 22. června 2003 | 292                | Marc-André Fleury (Pittsburgh Penguins)  |
| 2004  | RBC Center                   | Raleigh          | 26. června a 27. června 2004 | 291                | Alexandr Ovečkin (Washington Capitals)   |
| 2005  | Sheraton Hotel and Towers    | Ottawa           | 30. července 2005            | 230                | Sidney Crosby (Pittsburgh Penguins)      |
| 2006  | General Motors Place         | Vancouver        | 24. června 2006              | 213                | Erik Johnson (St. Louis Blues)           |
| 2007  | Nationwide Arena             | Columbus         | 22. června a 23. června 2007 | 211                | Patrick Kane (Chicago Blackhawks)        |
| 2008  | Scotiabank Place             | Ottawa           | 20. června a 21. června 2008 | 211                | Steven Stamkos (Tampa Bay Lightning)     |
| 2009  | Centre Bell                  | Montréal         | 26. června a 27. června 2009 | 211                | John Tavares (New York Islanders)        |
| 2010  | Staples Center               | Los Angeles      | 25. června a 26. června 2010 | 210                | Taylor Hall (Edmonton Oilers)            |
| 2011  | Xcel Energy Center           | Saint Paul       | 24. června a 25. června 2011 | 211                | Ryan Nugent-Hopkins (Edmonton Oilers)    |
| 2012  | Consol Energy Center         | Pittsburgh       | 22. června a 23. června 2012 | 211                | Nail Jakupov (Edmonton Oilers)           |
| 2013  | Prudential Center            | Newark           | 30. června 2013              | 211                | Nathan MacKinnon (Colorado Avalanche)    |
| 2014  | Wells Fargo Center           | Filadelfie       | 27. a 28. června 2014        | 210                | Aaron Ekblad (Florida Panthers)          |
| 2015  | BB&T Center                  | Sunrise          | 26. a 27. června 2015        | 211                | Connor McDavid (Edmonton Oilers)         |
| 2016  | First Niagara Center         | Buffalo          | 24. a 25. června 2016        | 211                | Auston Matthews (Toronto Maple Leafs)    |
| 2017  | United Center                | Chicago          | 23. a 24. června 2017        | 217                | Nico Hischier (New Jersey Devils)        |
| 2018  | American Airlines Center     | Dallas           | 22. a 23. června 2018        | 217                | Rasmus Dahlin (Buffalo Sabres)           |
| 2019  | Rogers Arena                 | Vancouver        | 21. a 22. června 2019        | 217                | Jack Hughes (New Jersey Devils)          |
| 2020  | NHL Network studios          | Secaucus         | 6. a 7. října 2020           | 216                | Alexis Lafreniere (New York Rangers)     |
| 2021  | NHL Network studios          | Secaucus         | 23. a 24. července 2021      | 223                | Owen Power (Buffalo Sabres)              |
| 2022  | Centre Bell                  | Montreal         | 7. a 8. července 2022        | 225                | Juraj Slafkovský (Montreal Canadiens)    |
| 2023  | Bridgestone Arena            | Nashville        | 28. a 29. června 2023        | 224                | Connor Bedard (Chicago Blackhawks)       |
| 2024  | Sphere                       | Paradise, Nevada | 28. a 29. června 2024        | 225                | Macklin Celebrini (San Jose Sharks)      |